# Kari Brattset
Kari Skaar Brattset Dale  (ur. 15 lutego 1991 w Fredrikstad) – norweska piłkarka ręczna, reprezentantka kraju, grająca na pozycji obrotowej.
W drużynie narodowej zadebiutowała 3 marca 2016 roku w meczu eliminacji do Mistrzostw Świata przeciwko reprezentacji Rumunii.

## Sukcesy reprezentacyjne
- Mistrzostwa Świata:
  -  2017
- Mistrzostwa Europy:
  -  2020

## Sukcesy klubowe
- Mistrzostwa Węgier:
  -  2019
- Puchar Węgier:
  -  2019
- Liga Mistrzyń:
  -  2019

## Nagrody indywidualne
- 2016 – najlepsza obrotowa Ligi Norweskiej
- 2017 – najlepsza obrotowa Ligi Norweskiej